# Đỗ Đô
Đỗ Đô (1042-1170), đạo hiệu là Đạt Mạn thiền sư, quê Hoàng giang trấn Hải Dương (giáp Đông Triều và Yên Tử), sau theo cha mẹ về sống ở làng Ngoại Lãng (làng Lạng) nay thuộc xã Song Lãng huyện Vũ Thư tỉnh Thái Bình. Cùng với vua Lý Anh Tông, Đỗ Đô là thiền sư thuộc thế hệ thứ ba của thiền phái Thảo Đường, mà đệ tử đầu tiên của dòng thiền là vua Lý Thánh Tông. Năm 1066 triều Lý Thánh Tông, Đỗ Đô được cử đi sang Trung Quốc tham dự khoa thi Bạch Liên của nhà Tống (tựa như khoa thi tiến sĩ về Phật học), và đã đỗ thủ khoa. Trở về nước, Đỗ Đô được vua Thánh Tông cử làm quan văn tới chức Vệ Đại phu và ban pháp hiệu là Đạt Mạn. Về sau Đỗ Đô xin vua xây dựng và tu hành tại chùa Phúc Thắng (chùa Lạng) trang Ngoại Lãng.